# Supía (kommun)
Supía är en kommun i Colombia.   Den ligger i departementet Caldas, i den centrala delen av landet, 200 km nordväst om huvudstaden Bogotá. Antalet invånare är 24 847.